# دی هاویلند فاکس موث
دی هاویلند فاکس موث (به انگلیسی: De_Havilland_Fox_Moth) هواگرد مسافری ساخت شرکت د هویلند است که پس از دی هاویلند تایگر موث با استفاده از اجزای آن ساخته شد. فاکس‌موس گنجایش یه مسافر و یک خلبان را دارد و نخستین پروازش را در ۲۹ ژانویه ۱۹۳۲ میلادی انجام داد. در مجموع، تعداد ۱۵۴ فروند از این مدل ساخته شد.

## طراحی
طراح این هواگرد، A.E. Hagg بود. هواپیما در اواخر سال ۱۹۳۱ به عنوان یک هواپیمای مسافربری سبک ارزان قیمت طراحی شد. بسیاری از اجزاء، از جمله موتور، هواپیمای عقب، باله، سکان و بال‌ها با اجزای تایگر موث De Havilland DH.82 Tiger Moth یکسان بودند. بدنه دارای یک روکش شامل تخته سه لا در جلوی خلبان و لایه‌های صنوبر سیتکا در پشت او است. خلبان در یک کابین برافراشته در پشت سرنشینان می‌نشیند. کابین سرنشینان دارای سه صندلی برای پروازهای کوتاه است. 'مدل سرعت' دارای سایبان و فیرینگ بود و بال‌ها را می‌شد برای پارک کردن تا کرد.

## خصوصیات عمومی
خدمه: ۱
ظرفیت: ۳–۴
طول: ۲۵ فوت ۹ اینچ (۷٫۸۵ متر)
طول بالها: ۳۰ فوت ۱۰+۵/۸ اینچ (۹٫۴۱ متر)
ارتفاع: ۸ فوت ۹+۱/۲ اینچ (۲٫۶۸ متر)
مساحت بال: ۲۶۱٫۵ فوت مربع (۲۴٫۲۹ متر مربع)
ایرفویل: RAF 15[9]
وزن خالی: ۱۰۷۱ پوند (۴۸۶ کیلوگرم)
حداکثر وزن برخاست: ۲۰۰۰ پوند (۹۰۷ کیلوگرم)
نیروگاه: ۱ × de Havilland Gipsy III موتور ۴ سیلندر هوا خنک پیستون خطی معکوس، ۱۲۰ اسب بخار (۸۹ کیلو وات)
ملخ: ملخ ۲ پره با گام ثابت

## عملکرد
حداکثر سرعت: ۱۰۶ مایل در ساعت (۱۷۱ کیلومتر در ساعت، ۹۲ کیلونیون)
سرعت کروز: ۹۱ مایل در ساعت (۱۴۶ کیلومتر در ساعت، ۷۹ کیلونیوتن)
برد: ۴۲۵ مایل (۶۸۴ کیلومتر، ۳۶۹ نانومیل)
سقف خدمات: ۱۲۷۰۰ فوت (۳۹۰۰ متر)
سرعت صعود: ۴۵۰ فوت در دقیقه (۲٫۳ متر بر ثانیه)